# Hate Them
Hate Them er det niende album fra det norske black metal-band Darkthrone. Det blev udgivet gennem Moonfog Productions i marts 2003. Ligesom deres efterfølgende udgivelse, Sardonic Wrath, indeholder albummet både en elektronisk intro og outro, som blev lavet af LRZ fra industrial-bandet Red Harvest. Omslagsillustrationen er skabt af Eric Massicotte fra Thesyre, og inkorporerer flere billeder af Sagrada Família-kirken i Barcelona.

## Spor
1. "Rust" – 6:45
2. "Det svartner nå" – 5:37
3. "Fucked Up and Ready to Die" – 3:44
4. "Ytterst i livet" – 5:25
5. "Divided We Stand" – 5:18
6. "Striving for a Piece of Lucifer" – 5:31
7. "In Honour of Thy Name" – 6:27